# Sophistipop
Sophistipop is een muziekstijl die zijn hoogtepunt kende in het midden van de jaren tachtig. De naam is een afkorting van de betekenis, ofwel sophisticated pop (verfijnde popmuziek).  Deze stijl is een subgenre van pop, rock en new wave, en kent belangrijke invloeden uit de smooth jazz en smooth soul. Een overwegende rol is weggelegd voor de synthesizer. De songteksten zijn inhoudelijk van een hoger niveau dan die in bijvoorbeeld de europop.
De stijl kwam overwegend van de Britse eilanden, maar ook van elders zoals door Ten Sharp en Bryan Ferry. Andere artiesten die veel in deze stijl hebben gespeeld, zijn ABC, Living in a Box, Simply Red, Level 42, The Style Council, Everything But The Girl, Sade, Curiosity Killed the Cat, Swing Out Sister, Belouis Some, Aztec Camera en Scritti Politti.